# Sporting Clube de Portugal
O Sporting Clube de Portugal ComC • MHIH • OB (pronúncia em português: [ˈspɔɾtĩɡ(ɨ) ˈkluβ(ɨ) ðɨ puɾtuˈɣal]), mais conhecido como Sporting, é um clube português, eclético e multidesportivo, fundado a 1 de julho de 1906, sediado no Complexo Alvalade XXI em Lisboa. 
Apesar de possuir várias modalidades, o Sporting é conhecido sobretudo pela sua equipa principal de futebol que foi por 21 vezes campeão nacional, que venceu por 4 vezes o Campeonato de Portugal, por 18 vezes a Taça de Portugal, 9 vezes a Supertaça, 1 vez a Taça Império e ainda venceu 4 vezes a Taças da Liga. 
Internacionalmente, o maior feito do Sporting foi a conquista da Taça das Taças de 1963–64.
Até 2008, transcorrido mais de um século de existência do clube, as equipas e atletas do Sporting ganharam nove medalhas olímpicas (duas de ouro, seis de prata e uma de bronze). Foram conquistadas 42 taças europeias em sete modalidades distintas, bem como diversos títulos nacionais e distritais. No Museu Sporting encontram-se em exposição mais de duas mil taças e troféus de trinta e duas modalidades desportivas, que refletem a riqueza do percurso do clube, com objetos históricos desde as suas origens, em 1902, até à atualidade.
Conta com cerca de 180 mil sócios registados e mais de 2,6 milhões de adeptos no território nacional e espalhados pelo mundo. Os seus adeptos são apelidados de sportinguistas.
O Sporting na temporada 2024/25 ocupa a 35.ª posição do ranking de clubes da UEFA (28.ª no coeficiente a dez anos) e a 29.ª posição no Ranking Mundial de Clubes da IFFHS.

## História do Sporting

### Origens do Sporting Clube de Portugal

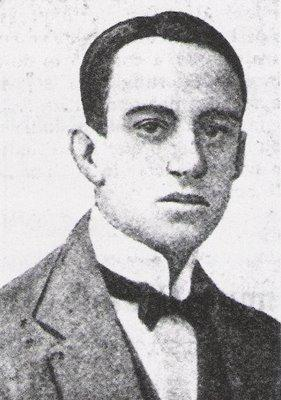
José Alvalade (José Alfredo Holtreman Roquette)

O Sporting Clube de Portugal tem as suas origens na fundação do Belas Football Clube em 1902 por iniciativa de dois irmãos, Francisco e José Horta Gavazzo. Dois anos depois, tendo o Belas Football Clube sofrido várias divergências internas, alguns dos seus sócios fundadores criaram o Campo Grande Football Clube, onde José Alvalade (José Alfredo Holtreman Roquette) era o tesoureiro e o Francisco Horta Gavazzo o secretário. Apesar do nome, esta associação dedicava-se às modalidades de futebol, ténis, corridas e saltos, mas também festas, bailes e piqueniques, o que gerou conflitos com alguns membros que entendiam que a prática desportiva deveria ser a sua principal vocação.
Em 13 de Abril de 1906, durante uma Assembleia Geral, as opiniões divergentes quanto ao objetivo da instituição levaram à saída de cinco membros. Um deles, José Alvalade (José Alfredo Holtreman Roquette) manifestou imediatamente a intenção de formar um novo clube recorrendo à ajuda financeira do seu avô, o Dr. Alfredo Augusto das Neves Holtreman, 1.º Visconde de Alvalade, que tutelou a criação do novo clube e disponibilizou os terrenos para o campo de jogos na sua própria quinta.
Durante o período de fundação, José Alvalade (José Alfredo Holtreman Roquette) tinha o desejo de transformar o Sporting num "grande clube, tão grande como os maiores da Europa". Guiados pela aspiração de abrir caminho para o desporto em Portugal, quando era ainda uma atividade em estágio embrionário de desenvolvimento, e de características muito elitistas, os primeiros "sportinguistas" fundaram o Sporting Clube de Portugal, perseguindo os ideais de "esforço, dedicação, devoção e glória".

### Primeiras décadas (de 1906 a 1939)

Evolução das classificações do Sporting Clube de Portugal desde 1938

Ao longo de 1907 realizam-se os primeiros jogos de futebol, tendo sido em fevereiro o primeiro jogo de futebol com a equipa ainda em formação, contra o Foot-ball Cruz Negra, perdendo por 5–1. Esta derrota é vingada no mês seguinte, com uma vitória por 3–1. O primeiro campo e a primeira sede foram inaugurados no Sítio das Mouras, a 4 de julho de 1907, sendo as suas instalações consideradas uma das melhores do país, dispondo de amplo pavilhão, vestiários e armários pessoais, chuveiros e banhos de imersão, salão de jogos e estar, cozinha, duas quadras de ténis, campo de futebol e pista de atletismo. No dia 1 de dezembro realiza-se o primeiro dérbi, que o SCP vence o Sport Lisboa por 2–1 e em 1907–1908, o Sporting sagrou-se vice-campeão regional. Inaugura-se uma rivalidade que perdura até aos dias de hoje. Foi nesta competição, a 25 de outubro de 1908, que foi marcado por uma estreia: o equipamento bipartido de verde e branco com calções brancos, que só vieram a ser substituídos pelos atuais pretos em 1915.
Em 1910, ano em que José Alvalade assumiu a presidência, o Sporting destacou-se no Ténis por equipas e conquistou os títulos nacionais de salto à vara, lançamento do peso, salto em comprimento, e luta de tracção à corda. Por essa altura é fundado o Viana Taurino Club, em Viana do Castelo, a 10 de agosto de 1910, e torna-se na primeira Delegação do Sporting Clube de Portugal.
No ciclismo, o atleta sportinguista Laranjeira Guerra venceu em 1912 o percurso Lisboa-Porto. Também no mesmo ano, o Sporting venceu o primeiro da longa série de Campeonatos Nacionais de Corta-Mato e António Stromp participou nos Jogos Olímpicos de Estocolmo, tornando-se o primeiro atleta olímpico sportinguista. Este foi o início do percurso que tornaria o Sporting a maior potência olímpica do país, tanto em número de representantes como de medalhas conquistadas.
No futebol, o clube vence o Campeonato de Lisboa de Futebol, na quarta categoria, em 1912, 1913 e 1914. Em 1915 vence o mesmo campeonato já na categoria de Honra bem como a Taça de Honra, batendo o Benfica por 3–1. No ano seguinte repete o feito, ganhando novamente as duas competições. Nesta equipa leonina jogava um dos primeiros símbolos do clube, Jorge Vieira, atleta várias vezes campeão e agraciado com diversas medalhas nacionais e internacionais. O Sporting viria a ganhar 19 Campeonatos de Lisboa, seis consecutivos, até à extinção da prova em 1947.

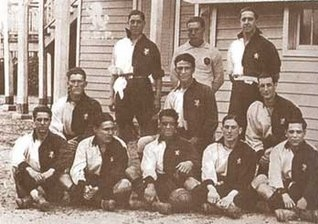
A Equipa Sportinguista de 1922–23: Henrique Portela, Cipriano dos Santos, Jorge Vieira; José Leandro, Filipe dos Santos, Joaquim Ferreira; Torres Pereira, Jaime Gonçalves, Francisco Stromp, João Francisco e Carlos Fernandes (da esquerda para direita, de cima para baixo)

Em 1922, o Sporting conquistou mais um Campeonato de Lisboa de futebol, e foi finalista vencido do primeiro Campeonato de Portugal. No entanto, no ano seguinte viria a conquistar as duas provas, obtendo o primeiro título de Campeão de Portugal numa final frente à Académica de Coimbra, em Faro, no dia 24 de junho de 1923, jogo que venceu por 3–0. Foi também naquele ano que as secções de natação, polo aquático e râguebi iniciaram então a actividade.
Em 1928, na sua primeira digressão ao Brasil, a equipa de futebol do Sporting estreou as novas camisolas com listas horizontais verdes e brancas. Esta mudança ocorreu na partida frente ao Fluminense Football Club no Estádio de Laranjeiras, no Rio de Janeiro, a 15 de julho de 1928, ou pelo menos, a primeira vez fora de Portugal, visto haver outra tese de que teria sido em 1927 em amigável contra o Casa Pia. A escolha das novas camisolas foi completamente casual, ficando a dever-se ao facto de os equipamentos às listas usados pela equipa de râguebi serem mais frescos e estarem em melhor estado do que os do futebol. Já em Portugal, em outubro de 1928, num jogo vitorioso frente ao Benfica, disputado sob intensa chuva, a equipa utilizou o equipamento listado que se manteve em uso daí para a frente.
A 20 de fevereiro de 1932 o clube foi galardoado Comendador da Ordem Militar de Cristo, e a 5 de outubro de 1935 recebeu a condecoração de Oficial da Ordem de Benemerência.

### Hegemonia sportinguista (de 1934 a 1959)

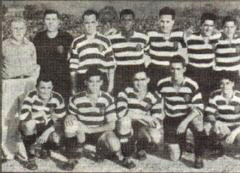
A equipa do Sporting na temporada 1939–1940. Em pé, da esquerda para a direita: Joseph Szabo (técnico), João Azevedo, Rui Araújo, Aníbal Paciência, Joaquim Serrano, João Almeida Jurado, Manecas. Agachados, da esquerda para a direita: Adolfo Mourão, Manuel Soeiro, Fernando Peyroteo, Pedro Pireza e João Cruz

As míticas camisolas listadas de verde e branco serviram para ganhar, desde finais da Década de 1930 até 1950, treze títulos de Campeão Nacional de Futebol e cinco Taças de Portugal. Muito contribuiu a visão do Presidente Joaquim Oliveira Duarte, que contratou o treinador de futebol Joseph Szabo a 27 de fevereiro de 1937 e encaminhou o clube para várias épocas gloriosas.
Na época de 1940/41, o Sporting Clube de Portugal é a primeira equipa portuguesa a conquistar uma dobradinha, ou seja, a alcançar o título de campeão nacional e vencer a Taça de Portugal na mesma época. Também venceram o Campeonato de Lisboa, conquistando desta forma todos os títulos em disputa no futebol português da época.

Emblema do clube adotado em 1945, até ser substituído em 2001

António Ribeiro Ferreira, Presidente em funções de 1946 a 1953, continua com um dos mandatos de grandes feitos, contando com Cândido de Oliveira na equipa técnica de futebol, e sagrando-se tricampeão de 1947 a 1949. De 1950/51 a 1953/54 alcançam o tetracampeonato, sob a orientação de Randolph Galloway. José Travassos, um verdadeiro estratega felino, é em 1955, o primeiro jogador português de futebol a envergar a camisola da Seleção da Europa, frente à Grã-Bretanha, em Belfast, ficando célebre a sua alcunha de "Zé da Europa".
A 10 de julho de 1956 é inaugurado o Estádio José Alvalade, ao Campo Grande, demolido em 2003 aquando da construção do novo complexo Alvalade XXI.
Na época futebolística de 1957/58, o Sporting é a primeira equipa portuguesa a passar a primeira eliminatória da Taça dos Clubes Campeões Europeus, hoje conhecida como Liga dos Campeões da UEFA. Em jogo contra o VV DOS Utrecht (atualmente Football Club Utrecht), venceram a primeira mão na Holanda por 3–4 e a segunda em Alvalade por 2–1.
No atletismo, em 1957 e 1958, Manuel Faria vence a famosa Corrida de São Silvestre.

### Os Cinco Violinos
Não eram músicos, mas jogavam com uma harmonia ímpar nos relvados portugueses. Entre 1946 e 1949 os jogadores de futebol Jesus Correia, Vasques, Peyroteo, Travassos e Albano ficaram conhecidos por serem uma máquina de golos e títulos. Na época de 1946–47, a equipa artilhada com os Cinco Violinos marcou 123 golos em 26 jogos, venceu 23 destes e obteve uma média de quase cinco golos por partida. A sintonia entre eles, orquestrada pelo treinador Cândido de Oliveira, levou o Sporting a ser tricampeão em 1948–49.

### De 1960 a 1986 (e a Taça dos Clubes Vencedores de Taças)
O clube é declarado em 1960 "Instituição de Utilidade Pública", pelo estado português.
Nesse mesmo ano a equipa de futebol conquista a Taça dos Clubes Vencedores de Taças, contra o clube húngaro MTK Budapest. Começa por empatar 3–3, mas no jogo decisivo o Sporting consegue um golo solitário através de canto direto, o célebre e eterno "cantinho do Morais", vencendo a partida por 1–0. A caminho da final, o Sporting venceu por 5–0 o Manchester United, depois de uma derrota por 4–1 na primeira mão, e obteve um recorde que ainda hoje perdura de 16–1 frente ao Apoel Nicosia, do Chipre, como resultado mais avultado numa competição europeia.

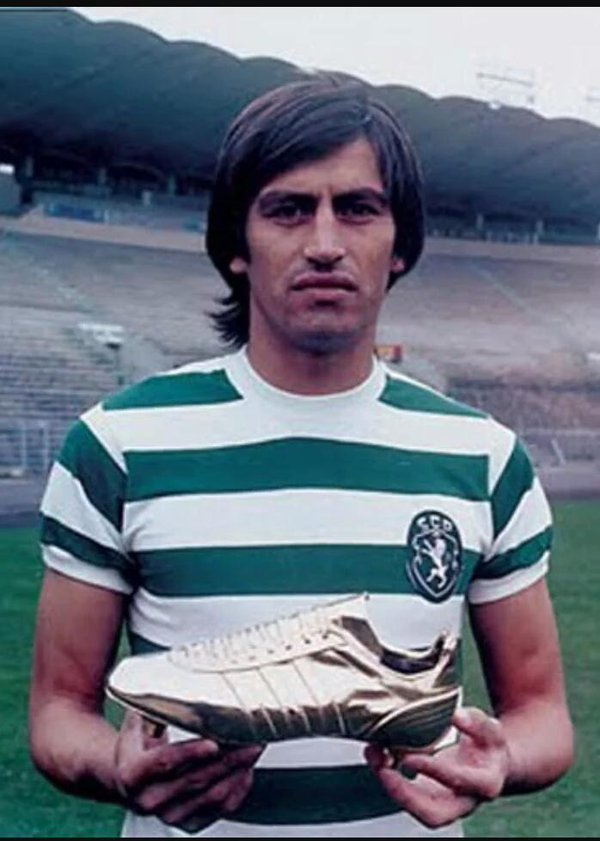
Héctor Chirola Yazalde, vencedor da Bota de ouro da UEFA e Bola de Prata, continua a ser o atual recordista de golos marcados numa época da Primeira Liga.

O jogador Hector Yazalde, também conhecido como "Chirola", foi transferido para o Sporting do clube argentino Independiente em 1970, e ainda hoje detém o recorde de golos marcados numa época, no Campeonato Português, tendo apontado 46 tentos em 30 jornadas. Yazalde estabeleceu também um novo recorde europeu de golos a 19 de Maio de 1974, sagrando-se naturalmente Bota de Ouro europeu, o primeiro argentino a consegui-lo, e batendo a marca do húngaro Skoblar. O recorde português não foi ultrapassado até aos de hoje, sendo a quarta melhor marca europeia de todos os tempos. Como prémio recebeu um automóvel Toyota, que vendeu, dividindo o valor pelos companheiros de equipa.
No Hóquei em Patins o Sporting foi uma equipa de grande destaque entre finais dos anos 1970 e início dos anos 1980 com uma Taça dos Campeões Europeus (1977), duas Taças dos Vencedores de Taças (1981, 1985), uma Taça CERS (1984), três Taças de Portugal (1977, 1978, 1984), e uma Supertaça António Livramento (1983). Sagrou-se tetra-campeão nacional no ano de 1978 e novamente campeão em 1982.
No Ciclismo, o maior ciclista português de todos os tempos: Joaquim Agostinho, obteve excelentes resultados, ganhando por três vezes consecutivas a Volta a Portugal em Bicicleta, e conseguindo o terceiro lugar no pódio na Volta à França em Bicicleta por três vezes. Também o atleta Marco Chagas conseguiu vários títulos para o clube, e o ciclista Paulo Ferreira conseguiu para o Sporting um feito único no mundo, ostentando no seu palmarés uma vitória em etapas na Volta à França em Bicicleta.
O Ténis de Mesa sportinguista é dono de um recorde impressionante de 11 campeonatos nacionais consecutivos, entre 1984/85 e 1994/95, num total de 30 campeonatos conquistados, 20 taças de Portugal e 5 supertaças, entre muitos outros troféus conquistados pelos seus atletas a título individual e de pares.
Carlos Lopes, do Sporting Clube de Portugal, foi o primeiro atleta português a ganhar uma medalha de ouro, feito outorgado na Maratona dos Jogos Olímpicos de Los Angeles. Anteriormente já havia ganho uma medalha de prata na corrida de 10 000 metros de Atletismo, nos Jogos Olímpicos de Montreal.
A 2 de junho de 1981 o clube foi honrado como Membro-Honorário da Ordem do Infante D. Henrique, e em 1986 com a Medalha de Honra de Mérito Desportivo.

### O legado do Presidente João Rocha
João Rocha chegou ao cargo de Presidente em setembro de 1973 e tornou-se emblemático pelo relacionamento próximo com os atletas e as conquistas desportivas para o clube. Em termos de infraestruturas fez diversas obras de melhoramento, que se destacam a reforma do Estádio José Alvalade e construção da Bancada Nova, bem como da pista de tartan, os pavilhões para as modalidades, e a criação do Bingo.
No ano de 1984, a 9 de março, fez aprovar os décimos estatutos do clube que definiram três categorias de sócios, se estabeleceram várias distinções, e criaram-se os Núcleos do Sporting. A 18 de outubro seria recebido pelo Presidente dos Estados Unidos, Ronald Reagan na Casa Branca, acompanhado por Carlos Lopes, um encontro que serviu para demonstrar o prestígio que gozava o Sporting Clube de Portugal no estrangeiro.
Existiu um crescimento meteórico do número de sócios durante o seu mandato, passando de 40 mil para mais de cem mil. Deixaria a Presidência em 1986, alegando problemas de saúde. A nova "Casa das Modalidades" homenageia-o, com o nome Pavilhão João Rocha.

### Os anos de transição e a crise (de 1987 a 1994)
Perdendo terreno para os rivais, os sócios elegem em 1988 Jorge Gonçalves, conhecido popularmente por "Bigodes", acreditando poder iniciar-se um ciclo de mudança. No entanto o mandato foi curto, tumultuoso, e regido por uma aguda crise financeira, ocorrendo novas eleições no ano seguinte. Nessa altura o presidente demissionário foi copiosamente derrotado por José de Sousa Cintra que imprimiu um estilo popular pouco habitual.
Durante este novo período ganha protagonismo a jovem estrela Luís Figo, que consegue segurar até 1995, altura que se transfere para o Futbol Club Barcelona. Conseguirá manter outros atletas no clube, estacando um êxodo que se multiplicava. Apesar da equipa principal de futebol nunca ter conseguido vingar, nas modalidades conquistou pela terceira vez a Taça das Taças de Hóquei em Patins, foi tricampeão Nacional em Voleibol, e ganhou seis vezes consecutivas a Taça dos Campeões Europeus de corta-mato, com protagonismo para os Gémeos Castro. No Hóquei em Patins o Sporting conquista a Taças dos Vencedores de Taças em 1991.
Foi também Sousa Cintra quem inaugurou o Museu Sporting no Estádio José Alvalade. Deixaria o cargo a 2 de junho de 1995.

### O “Projeto Roquette” e o Centenário (de 1995 a 2013)

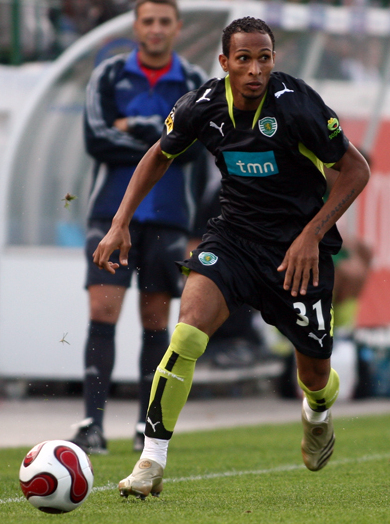
O luso-brasileiro Liédson é um ídolo da história recente do Sporting

Continuando a lidar com problemas financeiros, os sócios votam em Pedro Santana Lopes em 1995 para segurar as rédeas do clube e instaurar o que ficou conhecido como Projeto Roquette. Apesar das melhoras a nível financeiro, a década ficou marcada pelo fim das atividades das secções de basquetebol, de voleibol, do hóquei em patins e do futebol feminino do clube que se prolongou durante vinte anos.
É inaugurada a inovadora Academia Sporting em Alcochete, primeira do género em Portugal, utilizada durante Campeonato Europeu de Futebol de 2004 como centro de estágio e preparação da Seleção Portuguesa de Futebol.
A Academia Sporting é a primeira e única na Europa a receber o certificado de qualidade (ISO) que é atribuído pela Empresa Internacional de Certificação. A Academia é o resultado do esforço na aposta na formação de jovens. O Sporting conta com a melhor escola de talentos europeia e uma das melhores do mundo, na atualidade, sendo o clube que mais jogadores cedeu à Seleção Nacional em fases finais do Copa do Mundo de futebol (24 no total, contra 21 do Benfica e 18 do Porto).[carece de fontes?] Novos talentos despontam todos os anos, como os consagrados Luís Figo, Cristiano Ronaldo, Nani ou Rui Patrício. Conta já com seis Bolas de Ouro da FIFA: 2000, 2008, 2013, 2014, 2016 e 2017.

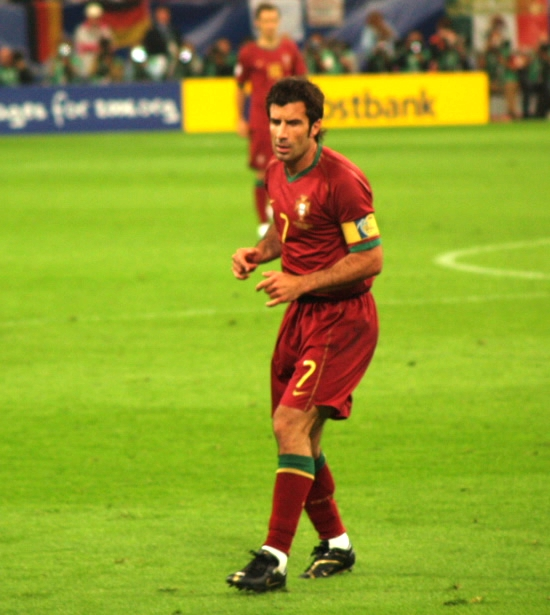
Luis Figo também formado na academia do Sporting

A equipa principal de futebol sagra-se campeã nacional em 2000, voltando a fazê-lo em 2002, e acumulando a Taça de Portugal e Supertaça Cândido de Oliveira no mesmo ano. Simultaneamente, a equipa principal de andebol sagrou-se campeã nacional em 2001 pela primeira vez em 15 anos.
O novo Estádio José Alvalade foi inaugurado a 6 de agosto de 2003, numa festa apadrinhada pelo clube inglês Manchester United, jogo que terminou 3–1, com a vitória do Sporting C.P. Este estádio conta com 50 095 lugares todos sentados e cobertos, onde também foi jogado o Euro 2004, e a final da Taça UEFA que teve o Sporting Clube de Portugal como finalista na temporada 2004/05.

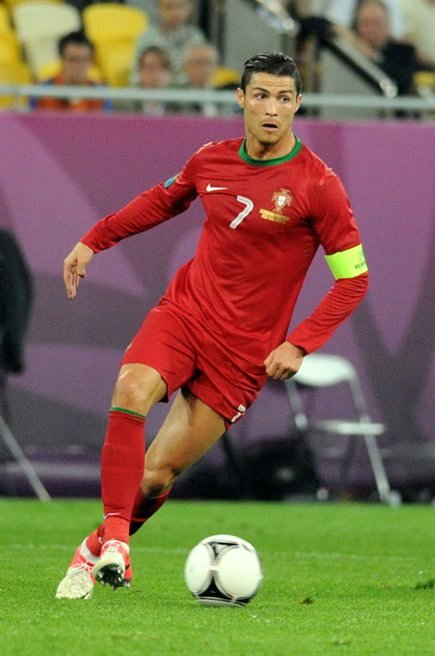
Cristiano Ronaldo foi formado na Academia do Sporting

A 1 de julho de 2005 iniciaram-se as comemorações do Centenário, que se prolongaram durante um ano com muitíssimas atividades em agenda.
Entre 2005 e 2009, Paulo Bento assumiu o cargo de treinador do clube, que fica para a história como o segundo treinador que mais tempo dirigiu os "leões", atrás de Joseph Szabo. Conquistou duas Taças de Portugal e duas Supertaças, chegando ainda a duas finais da Taça da Liga, mas nunca consegui o título de campeão, com o Sporting a alcançar o segundo lugar do campeonato por quatro vezes seguidas. A conquista da Supertaça de 2008 viria a ser a última conquista do futebol do Sporting nessa década, seca que se prolongou até 2015.
A 13 de outubro de 2009, um total de 1 066 sócios presentes votaram favoravelmente, no pavilhão do Multidesportivo, a passagem da Sporting — Comércio e Serviços, S.A., empresa que detinha os direitos televisivos do futebol, para a Sporting — Sociedade Desportiva de Futebol, S.A.D.
Com o atribulado mandato de Luís Godinho Lopes termina o Projeto Roquette em 2013, já há muito contestado. Bruno de Carvalho é então eleito como novo Presidente do Sporting Clube de Portugal, figura que se viria a tornar mediática a nível nacional, com 53,69% dos votos dos sócios do clube. Em 2015, o ex-Presidente acaba por ser alvo de expulsão de sócio por "infrações disciplinares muito graves para a imagem e património" do clube.

### De 2014 à atualidade
Após o término do mandado de Godinho Lopes, o Sporting acaba por registar a sua pior época desportiva terminando o campeonato nacional em 7.º lugar e continuando a sua seca de títulos nas modalidades excluindo o futsal e o atletismo feminino. 

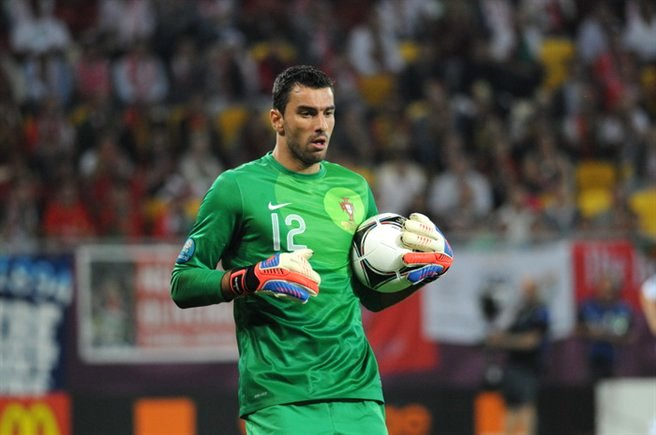
Rui Patrício O Guardião Leonino

Em maio de 2013, o Presidente do Sporting Clube de Portugal, Bruno de Carvalho, executa a contratação do treinador Leonardo Jardim para a preparação da nova época desportiva que iria ser marcada por diversas mudanças no clube a nível financeiro e desportivo e pela qualificação à Liga dos Campeões da UEFA pela primeira vez desde 2008.
Bruno de Carvalho anunciou o regresso da secção de hóquei em patins ao clube em junho de 2014 depois de vários anos a funcionar de forma autónoma. A equipa de hóquei do Sporting acabaria por conquistar a Taça CERS em 2015, título que escapava ao clube desde 1984. Em julho de 2014, é lançada a Sporting TV, canal televisivo oficial do clube, cumprindo-se uma promessa eleitoral do presidente do clube.
Após a saída de Jardim para o AS Monaco, Marco Silva foi contratado pelo clube em 2014 e acaba por terminar a seca de títulos de futebol do clube com a conquista da Taça de Portugal em 2015. Acaba por ser despedido dias depois após deterioração da relação entre treinador e conselho desportivo que já se verificava desde dezembro de 2014. Numa das jogadas mais surpreendentes da sua presidência, Bruno de Carvalho desvia o treinador Jorge Jesus do rival Benfica com um contrato milionário para trazer para Alvalade o treinador bicampeão nacional e roborar o leão.
Com a chegada do treinador, o clube conquista a Supertaça Cândido de Oliveira a 9 de agosto de 2015, vencendo a equipa do SL Benfica por 1–0, em jogo realizado no Estádio do Algarve marcado pelo reencontro entre Jorge Jesus e o seu antigo clube. Apesar do investimento e da melhor performance de sempre no campeonato por parte da equipa principal de futebol, o clube acaba por não conquistar qualquer troféu nacional além da Supertaça e termina o campeonato em segundo lugar com um recorde (no clube) de 86 pontos alcançados.

Vários jogadores foram reconhecidos pelo seu trabalho nos meses que se seguiram com Rui Patrício a ser considerado o melhor guarda-redes do Euro 2016 em julho do mesmo ano e, em dezembro, o terceiro melhor do mundo, e com Islam Slimani e João Mário a quebrarem os recordes de vendas do clube. 

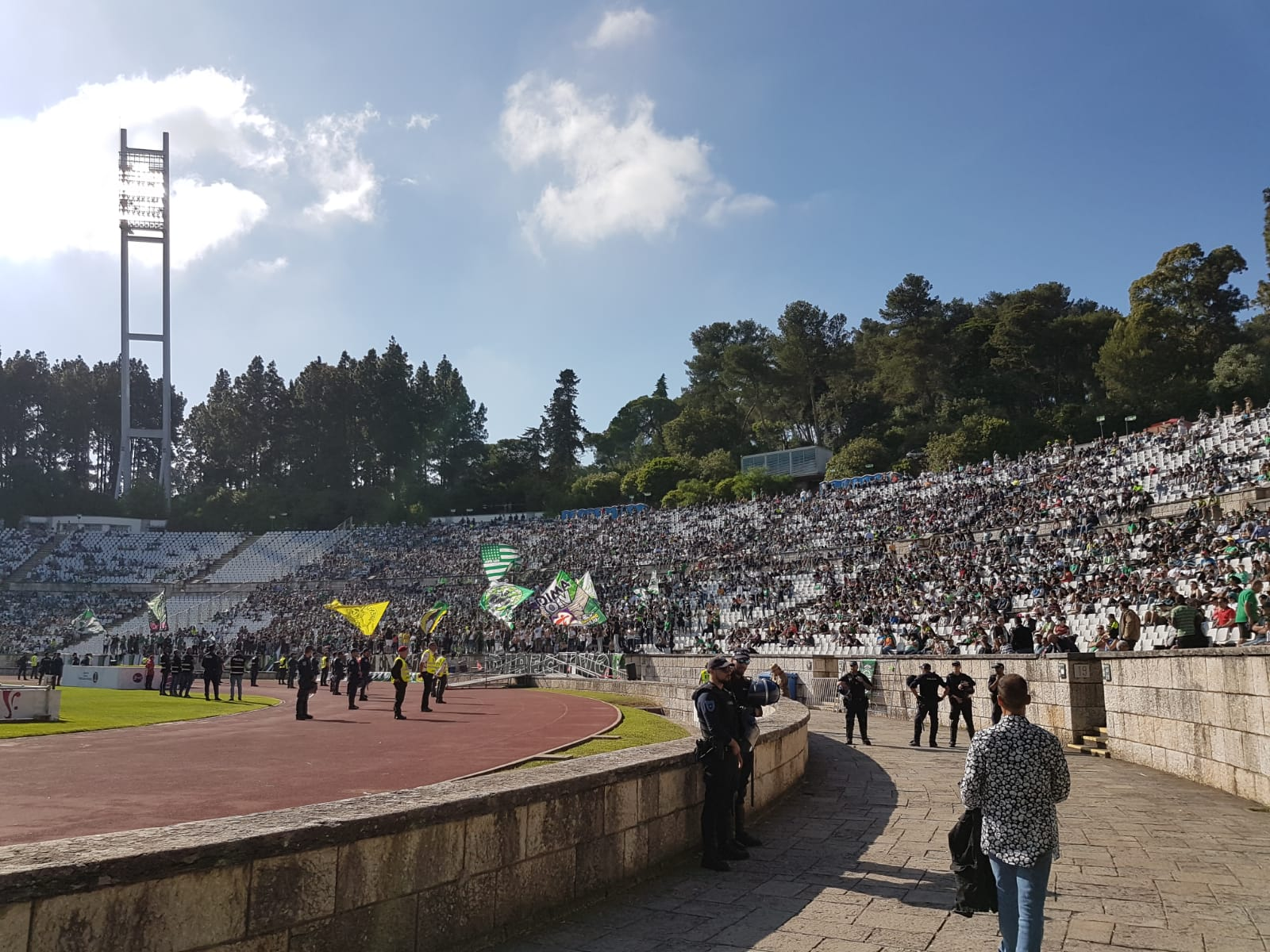
Torcida do Sporting Clube de Portugal na final da Taça de Portugal de Futebol Feminino de 2017–18

Em 2016, o clube volta a apostar no futebol feminino após uma proposta da Federação Portuguesa de Futebol a todos os clubes da Primeira Liga. A equipa profissional do Sporting excedeu as expectativas e acabou por conquistar todas as competições nacionais em que participou nas suas duas primeiras épocas.
Em 2018, o clube conquista a sua primeira Taça da Liga numa reedição da final original. Após empate no tempo regulamentar, a final foi decidida após desempate nas grandes penalidades e o Sporting tornava-se assim no segundo clube português a conquistar todos as competições a nível nacional.
No dia 15 de maio de 2018, 50 elementos identificados pela Polícia de Segurança Pública como sendo da claque da Juventude Leonina entre os adeptos (o ex-líder Fernando Mendes da claque Juve Leo) invadem as instalações da Academia Sporting em Alcochete e agridem violentamente Bas Dost, Battaglia, Misic e Acuña, bem como o adjunto Mário Monteiro, vítimas de agressão. O treinador Jorge Jesus também sofreu a fúria dos adeptos. Estão presos preventivamente 37 arguidos.
Em novembro de 2018 são constituídos 44 arguidos. Incluindo ao ex-presidente do clube de Alvalade (Bruno de Carvalho e o atual líder da claque da juventude leonina Nuno Mendes (Mustafa) como autores morais desse ataque).
Em outubro de 2019, a atual direção do Sporting Clube de Portugal, com a presidência de Frederico Varandas, rescinde os protocolos que celebrou em 31 de julho com a Associação Juventude Leonina e com o Directivo Ultras XXI em virtude da escalada de violência que culminou com tentativas de agressões físicas a dirigentes e outros adeptos”, durante a vitória no futsal do Sporting frente aos Leões de Porto Salvo (6–1), no Pavilhão João Rocha.
As conquistas internacionais continuaram no andebol, onde a equipa profissional do Sporting conquistou a sua segunda Taça Challenge (25.º título europeu), no atletismo, onde o clube possui um palmarés verdadeiramente excepcional do qual fazem parte 215 títulos nacionais e 89 títulos e medalhas internacionais, e no judo, com a conquista da Liga dos Campeões (30.º título europeu). Com a conquista de três Taças dos Clubes Campeões Europeus em 2018, o clube continuava a afirmar-se como a maior potência de Portugal e uma das maiores da Europa e do Mundo no atletismo. Em maio de 2019, o clube referia ter 35 títulos europeus conquistados em sete modalidades.
Após a secção de voleibol do clube voltar a entrar em atividade e o Pavilhão João Rocha, nova casa das modalidades do clube, ser inaugurado, o Sporting fez quase o pleno em todas as modalidades de pavilhão em que compete, exceto basquetebol, conquistando os campeonatos nacionais de andebol, hóquei em patins, futsal e voleibol na mesma época, ainda assim, feito inédito no clube. Além de terminar o jejum de décadas que tinha no campeonato nacional de voleibol e no campeonato de hóquei em patins, o pleno foi alcançado após o futsal do clube, vice-campeão europeu, sagrar-se tricampeão nacional, conquistando o seu 15.º título. Também nas modalidades, em Bilhar, o clube tem o maior bilharista português de sempre: Jorge Theriaga.
Em maio de 2021, o Sporting volta a conquistar o Campeonato Nacional de Futebol Sénior Masculino, algo que não conseguia desde 2001/02. Sob o comando técnico de Ruben Amorim, os leões ganhariam ainda uma Supertaça e uma Taça da Liga (2021/22). Destes sucessos resultaram várias vendas recorde, como as de Nuno Mendes, Matheus Nunes ou de João Palhinha.

## Símbolos do clube

### Emblema e cores
O seu emblema, que ostenta um leão rampante de cor dourada (foi branco até 2001), sobre fundo verde, foi oficialmente adotado em 1906, assim como as cores verde e branca que começaram a ser utilizadas praticamente desde a fundação do clube. Em 1907, D. Fernando de Castelo Branco (Pombeiro) autorizou que o leão rampante do seu brasão fosse utilizado no emblema do Sporting. Deveria ser de cor "prata armado em preto, em campo verde, correspondendo às límpidas, firmes e esperançadas intenções dos seus fundadores". O verde foi sugerido pelo Visconde de Alvalade (Alfredo Holtreman), Fundador, Principal Benemérito, 1.º Presidente e Presidente honorário, simbolizando a sua esperança no novo clube.
A partir de 1920 o emblema passou a conter o leão rampante em escudo com a sigla SCP em coroa, imagem que se manteve durante décadas. Finalmente, no verão de 2001, o Sporting apresentou uma nova imagem gráfica, mais estilizada e rejuvenescida. O novo emblema é coerente com o passado do Sporting, mas inova ao introduzir três listas brancas horizontais que lembram o simbolismo da camisola do clube. Inclui ainda as palavras Sporting e Portugal, escritas por extenso. O leão é apresentado de forma mais estilizada e com um impacto reforçado pela cor dourada. Em coroa, a sigla SCP, obrigatória segundo os Estatutos, continua a perpetuar um nome com mais de um século de história.
Em 2005, o Sporting apresentou um emblema oficial para comemorar o centenário do clube onde se misturavam o passado e o presente. O novo escudo e leão do emblema atual, a branco, foi inserido num círculo com fundo Stromp ou bipartido onde se destacava o verde, as datas 1906 e 2006 e ainda a expressão: Sporting 100.
As camisolas iniciais eram brancas. A partir de 1908 apresentavam as duas cores, verde e branco, em duas secções verticais separadas ao centro do peito e das costas, sendo o emblema leonino colocado na faixa verde do lado esquerdo. Hoje este é o equipamento Stromp, usado em alternativa às atuais bem conhecidas listas horizontais alternadas de verde e branco. Os calções brancos do equipamento original passaram a ser de cor preta a partir de 1915. O equipamento listado foi inicialmente usado pela equipa de Râguebi, tendo sido primeiro usado pela equipa de futebol a 27 de novembro de 1927, sendo definitivamente adotadas aquando de uma digressão ao Brasil em 1928. Até à época 1997/98, foram também usadas camisolas alternativas ou todas verdes ou todas brancas. A partir de 1998/99, todos os anos são apresentadas camisolas alternativas diferentes de cores variadas.
O lema do Sporting Clube de Portugal é "Esforço, Dedicação, Devoção e Glória. Eis o Sporting" relembrando assim um passado de glórias ao nível de quase todos os desportos, só possíveis graças ao empenho de todos os que estiveram intimamente ligados com o clube durante os longos anos da sua existência.

### Equipamentos
| Equipamento Principal | Equipamento Alternativo | Terceiro Equipamento | Equipamento Stromp |

### Material e patrocinadores
| Período           | Material Desportivo | Patrocinador     |
| ----------------- | ------------------- | ---------------- |
| 1980/81–1981/82   | Cosmos              | Nenhum           |
| 1980/81–1981/82   | Puma                | Nenhum           |
| 1982/83–1986/87   | Le Coq Sportif      | Nenhum           |
| 1987/88 e 1988/89 | Hummel              | FNAC             |
| 1989/90           | Hummel              | Nissan           |
| 1990/91 e 1991/92 | Umbro               | Seguros Bonança  |
| 1992/93           | Adidas              | Água Caramulo    |
| 1993/94           | Adidas              | FAXE             |
| 1994/95           | Adidas              | Queijo Castelões |
| 1995/96           | Adidas              | SIC              |
| 1996/97 e 1997/98 | Adidas              | Telecel          |
| 1998/99 e 1999/00 | Reebok              | Telecel          |
| 2000/01–2005/06   | Reebok              | PT               |
| 2006/07 e 2007/08 | Puma                | PT               |
| 2008/09–2011/12   | Puma                | TMN              |
| 2012/13 e 2013/14 | Puma                | MEO              |
| 2014/15           | Macron              | MEO              |
| 2015/16–2020/21   | Macron              | NOS              |
| 2021/22–Presente  | Nike                | Betano           |

### Hino
A música Marcha do Sporting é reconhecida por todos os sportinguistas como o hino do clube há várias décadas. A letra é da autoria de Eduardo Damas e a música de Manuel Paião, na voz de Maria José Valério. Foi gravada pela primeira vez em 1960, sendo a cantora acompanhada pela Orquestra Ligeira da Emissora Nacional, dirigida pelo maestro João Nobre.

## Órgãos sociais

### Composição no mandato atual
À data de julho de 2022.
Conselho Diretivo
- Presidente — Frederico Varandas
- Vice-presidentes — André Bernardo, Francisco Salgado Zenha, Maria Serrano, Pedro Lencastre
- Vogais — Alexandre Ferreira, André Cymbron, Gonçalo Albuquerque, Miguel Afonso, Miguel Nogueira Leite, Rodrigo Almeida, Vasco Matos

Mesa da Assembleia Geral
- Presidente — João Palma
- Vice-presidente — Pedro Almeida Cabral
- Secretários — João Almeida e Silva, José Costa Pinto, Miguel Vinagre
- Suplentes: Ana Rita Calvão, André Sousa, Gabriel Catarino

Conselho Fiscal e Disciplinar
- Presidente — João Teives Henriques
- Vice-presidente — José Pedro Fezas Vital
- Vogais: Frutuoso Mateus, João Cota Dias, Pedro do Ó Ramos, Pedro Cabral Nunes, Raul Mota Cerveira
- Suplentes: Carlos da Cunha Ramalho, Francisco Batista, Gonçalo Sousa Uva

Sociedade Desportiva de Futebol, S.A.D.

Conselho de Administração
- Presidente — Frederico Varandas
- Vogais executivos: Francisco Salgado Zenha, João Sampaio, André Bernardo
- Vogais não executivos: Nuno Correia da Silva, Maria Serrano

Conselho Fiscal
- Presidente — Fernando Ferreira Pinto
- Vogais efetivos — Gonçalo Sousa Uva, Catarina Soares Cunha
- Vogal suplente — Luís Pinto Durão

Sociedade de Revisores Oficiais de Contas
- Ernst & Young Audit & Associados — SROC, S.A.

Mesa da Assembleia Geral
- Presidente — Bernardo Diniz de Ayala
- Vice-presidente — Ana Diogo Pereira
- Secretário — Manuel Cordeiro Ferreira

Secretário da Sociedade
- Efetivo — Helena Lima
- Suplente — Patrícia Silva Lopes

Representante para as Relações com o Mercado
- Francisco Salgado Zenha

Treinadores, adjuntos e gerentes
- Treinador — Rui Borges
- Adjuntos — Tiago Aguiar, Ricardo Chaves e Luís Neto
- Preparadores de guarda-redes — Tiago Ferreira e Hugo Tecelão
- Preparador físico — Gonçalo Álvaro e Fernando Morato
- Team Manager — Vasco Fernandes
- Diretor Desportivo — Hugo Viana

## Organizações leoninas

#### Grupo Stromp
Estabelecido em 1962 por vinte e dois ilustres sócios, tem como condições de admissão um mínimo de dez anos de associado com uma relevante atividade social, de dirigente ou atleta. Instituiu os "Prémios Stromp", outorgados anualmente a individualidades do mundo sportinguista, e a "Taça Francisco Stromp" desde 2011. O Presidente desta organização faz parte do Conselho Leonino.

#### Grupo Os Cinquentenários
Integra todos os associados com mais de cinquenta anos de filiação no clube e promove ações de divulgação dos valores sportinguistas. O Presidente desta organização faz parte do Conselho Leonino.

### Solidariedade Social
A alma leonina tem como valor fulcral a solidariedade e ação social. Existem duas entidades independentes que exemplificam esses valores, os Leões de Portugal e a Fundação Sporting.

#### Leões de Portugal
Criado em 1984 como Grupo Leões de Portugal, esta entidade autónoma transformou-se em 1997 numa Instituição Particular de Solidariedade Social.

#### Fundação Sporting
Com origem na secção designada por "Sporting Solidário" em 2006, foi convertida em Fundação Sporting em 2011 e trabalha com grupos de risco, mas também jovens e idosos.

## Prémios e galardões do Universo Sportinguista

### Prémios Stromp
Atribuídos anualmente pelo Grupo Stromp desde 1963, são considerados como uma espécie de óscares leoninos.

### Leões Honoris Sporting
Evento associado ao aniversário do Sporting Clube de Portugal, principiou a atribuição de galardões nas comemorações do 108º aniversário do Clube, a 1 de julho de 2014. Atualmente a escolha dos eleitos é feita anualmente por votação online dos sócios a partir de uma lista de nomeados, reconhecendo os que contribuíram para o prestígio do clube nas suas diversas vertentes.

## Comunicação, memória e imagem
O Sporting Clube de Portugal como clube de dimensão internacional que é, dispõe de uma página web institucional, o mais antigo jornal europeu ligado a um clube, um canal de televisão, dois museus, perfis em diversas redes sociais e estruturas ligadas à gestão da marca, publicidade e eventos, como é o caso da Sporting Business.

### Jornal Sporting
O Jornal Sporting é publicado semanalmente e um instrumento extremamente importante não só na defesa dos interesses do Clube, como na divulgação de toda a sua atividade e na perpetuação da sua história. Como órgão de imprensa ligado a um clube desportivo, trata-se do mais antigo da Europa.
Iniciando a sua atividade como "Boletim do Sporting Club de Portugal" no dia 31 de Março de 1922, era inicialmente um quinzenário de oito páginas no formato de 20 x 28, com o pagamento facultativo de 2$00 semestrais. Sob a direção de Artur da Cunha Rosa, o boletim transforma-se em jornal em junho de 1952, prosseguindo na defesa dos mesmos ideais e com as mesmas dificuldades que voltaram a motivar algumas interrupções na sua publicação, que no entanto acabou sempre por ser retomada.

### Sporting TV

Logótipo da Sporting TV

Sporting TV é o canal de televisão do Sporting Clube de Portugal. De sinal aberto, o canal está presente nas operadoras MEO, NOS e Vodafone, nos canais 34 e 35, e em Angola, através do operador ZAP. O canal transmite diversos eventos desportivos ligados ao Sporting.

### Museu Sporting
Inaugurado a 31 de agosto de 2004, o Museu Sporting está dividido em várias áreas temáticas que expressam a riqueza do património do clube e as suas conquistas desportivas ao longo de mais de um século de existência em trinta e duas modalidades diferentes. Estão em exposição cerca de dois mil troféus, sendo que existem muito outros em armazém. É o único clube que está representado por um segundo museu, no caso sportinguista localizado na cidade de Leiria.
A história do Museu remonta à Sala dos Troféus da antiga sede na Rua do Passadiço, onde em 1956 já se guardavam 1850 troféus. Em 1994 foi inaugurado pelo Presidente Sousa Cintra uma nova Sala dos Troféus, onde se exibia menos de metade do acervo do clube. No ano seguinte promove-se a remodelação e organização do Museu, e incorpora-se uma Conservadora para o mesmo. Aquando da construção do novo Estádio de Alvalade inaugura-se um novo museu, culminando quatro anos de investigação. Ao longo dos anos, através de doações com várias origens, para além dos troféus o património do clube nunca deixou de crescer. Em julho de 2016 existiu nova inauguração após reforma total.

### Redes Sociais
O Sporting Clube de Portugal tem as suas principais contas no Facebook, Instagram e Twitter. Uma conta principal, dedicada ao clube em geral, mas focando-se no futebol, uma conta dedicada às modalidades do clube, uma conta dedicada ao futebol feminino e uma conta dedicada aos eSports, estas quatro estão presentes nas três principais redes sociais, mas existem outras contas para além destas que estão na seguinte lista. Também existem outras contas no YouTube, no TikTok e no Giphy.

## Infraestruturas desportivas

### Estádio José Alvalade
O Estádio José Alvalade foi inaugurado a 10 de junho de 1956 e o novo complexo Alvalade XXI foi inaugurado a 6 de agosto de 2003. É pertença do Sporting Clube de Portugal e tem capacidade para 50 095 espectadores. É um estádio classificado como 5 estrelas pela UEFA. É caracterizado pelo seu vasto leque de cores no exterior, tendo sido desenhado pelo arquiteto Tomás Taveira.
A maior assistência de público foi registada no jogo do Sporting com o Real Madrid, a 22 de novembro de 2016, contando-se 50 046 espetadores.

### Academia Sporting
A Academia Sporting, inaugurada a 21 de junho de 2002, é um amplo espaço de propriedade do Sporting perto de Alcochete para formação de jovens atletas e treino de equipas profissionais de futebol. É reconhecida internacionalmente como uma das melhores escolas de futebol da Europa, tendo os jogadores aí formados arrecadado até hoje um total de 39 títulos a nível nacional, entre 15 da categoria Juniores, 11 em Juvenis, 10 nos Iniciados e 3 nos Infantis. Uma das únicas Academias do Mundo (sendo a outra o Ajax) a formar dois Bolas de Ouro: Luís Figo e Cristiano Ronaldo.

### Pavilhão João Rocha
O Pavilhão João Rocha é o pavilhão gimnodesportivo do Sporting Clube de Portugal, em Lisboa. Localizado junto ao Estádio José Alvalade, é a casa das modalidades do clube. Em homenagem, o pavilhão recebeu o nome do antigo presidente do clube, João Rocha. A sua inauguração teve lugar no dia 21 de junho de 2017.
O pavilhão tem três mil lugares e acolhe todas as competições de andebol, futsal, hóquei em patins e voleibol e as competições internacionais de ténis de mesa e goalball, para lá de outros eventos desportivos e culturais, nomeadamente congressos. Será também acondicionada uma extensão tecnológica do Museu Sporting junto ao espaço da nova Loja Verde com 400 m2.

### Multidesportivo
Integrado no complexo do Estádio José Alvalade, o Edifício Multidesportivo é a casa dos treinos das principais modalidades do Sporting Clube de Portugal desde 4 de janeiro de 2004, data da sua inauguração.

## Associados e adeptos
Com cerca de 180 mil sócios registados em junho de 2025, e mais de 2,6 milhões adeptos mundialmente, o Sporting Clube de Portugal conta ainda com uma ampla massa de apoio a nível nacional.

#### Assistências nos jogos da Liga Portugal
| Assistências nos Jogos da Liga | Assistências nos Jogos da Liga | Assistências nos Jogos da Liga | Assistências nos Jogos da Liga | Assistências nos Jogos da Liga |
| Época                          | Jogos                          | Média                          | Total                          | Ref.                           |
| ------------------------------ | ------------------------------ | ------------------------------ | ------------------------------ | ------------------------------ |
| 2009/10                        | 15                             | 24.606                         | 369.083                        | [ 99 ]                         |
| 2010/11                        | 15                             | 24.858                         | 372.864                        |                                |
| 2011/12                        | 15                             | 34.494                         | 517.408                        |                                |
| 2012/13                        | 15                             | 26.521                         | 397.817                        |                                |
| 2013/14                        | 15                             | 33.703                         | 505.539                        |                                |
| 2014/15                        | 17                             | 34.988                         | 594.800                        |                                |
| 2015/16                        | 17                             | 39.988                         | 189.862                        |                                |
| 2016/17                        | 17                             | 42.772                         | 727.121                        |                                |
| 2017/18                        | 17                             | 43.623                         | 741.599                        |                                |
| 2018/19                        | 17                             | 33.691                         | 572.743                        |                                |
| 2019/20                        | 12                             | 30.234                         | 362.808                        |                                |
| 2021/22                        | 17                             | 25.159                         | 427.698                        |                                |
| 2022/23                        | 17                             | 29.292                         | 497.967                        |                                |
| 2023/24                        | 17                             | 40.102                         | 681.727                        |                                |
| 2024/25                        | 17                             | 42.529                         | 722.987                        | [ 100 ]                        |

### Núcleos, delegações e filiais
Representando a alma leonina em vários continentes, caracterizam-se por:
Os Núcleos distinguem-se como um grupo de sportinguistas que se une para promover, apoiar e divulgar o clube. Nasceram na década de 1960, mas apenas foram regularizados pelos Estatutos de 1984. O Sporting Clube de Portugal tem mais de 240 núcleos sportinguistas espalhados de norte a sul de Portugal Continental, nas ilhas dos arquipélagos da Madeira e dos Açores, e também diversos outros espalhados por todo o mundo. Podem ser geridos diversos assuntos relacionados com o clube, como emissão de bilhetes, inscrições ou pagamento de quotas, e muitos têm atividade desportiva que dinamizam.
As Delegações são instituições desportivas, recreativas e culturais que representam os interesses do clube na zona onde operam, existindo catorze dentro e fora do país. A primeira delegação constituída foi a do "Viana Taurino Club", a 10 de agosto de 1910.
As Filiais existem desde a década de 1920 e caracterizam-se por serem clubes que se associaram para partilharem os mesmos valores leoninos. Existem mais de 100 espalhadas por vários continentes.

### Claques organizadas
Os grupos organizados de adeptos, também conhecidos por claques ou torcidas, assinaram um protocolo com o Sporting Clube de Portugal que explícita os seus direitos e deveres e promoveu a sua legalização junto do Conselho Nacional do Desporto (CND).
Apoiam as diversas equipas do clube, fora ou em casa, e aquando dos jogos de futebol estão agrupadas na Curva Sul do Estádio José Alvalade. O Sporting conta com as seguintes claque
- Juventude Leonina — Sector A14 — A mais antiga claque organizada portuguesa e uma das maiores a nível nacional, fundada pelos dois filhos do presidente João Rocha em 1976, contando cerca 8000 membros.
- Torcida Verde — Sector A20 — Formada em 1984, tem uma forte personalidade e iconografia própria.
- Directivo Ultras XXI — Sector A18 — Também conhecido pelo acrónimo DUXXI, nasceu da cisão da Juventude Leonina em 2002, conta cerca de 3000 membros e tem por lema 'Coerência, Honra, Fidelidade, eis a nossa Mentalidade'.
- Brigada Ultras Sporting — Sector A08 — Formou-se em 2004 a partir de ex-membros da Torcida Verde, com a intenção de "aumentar o apoio ao Sporting e dar ainda mais vida ao sector A8 do Estádio José Alvalade, com o intuito de puxar a equipa para a frente".

## Rivalidades
O Sporting tem como principais rivais o Benfica e o FC Porto. Esta rivalidade alastra-se pelas várias modalidades praticadas pelos clubes, onde são frequentemente os principais candidatos aos títulos, sendo assim denominados os Três Grandes.

### O Dérbi da Capital (Lisboa)
Devido à história do clube, o principal rival no futebol sénior masculino é o clube do bairro vizinho Sport Lisboa e Benfica. O Sporting versus Benfica é o principal dérbi da cidade de Lisboa, sendo o mais importante dérbi de futebol de Portugal. A rivalidade teve origem em 1907, quando oito jogadores do Benfica se mudaram para o mais abastado Sporting em busca de melhores condições de trabalho. Historicamente, o Benfica é conhecido como o clube do povo, enquanto que o Sporting teve origem em classes mais abastadas da população.

### Clássico Dragões versus Leões
A rivalidade entre dragões e leões começou na finalíssima do Campeonato de Portugal de futebol, em que o FC Porto venceu o Sporting por 3–1, dando assim o título ao clube azul e branco. Logo aí, os leões cortaram relações com os portistas até que em janeiro de 1924, com a disputa da Taça Soares Júnior, os dirigentes de ambos os clubes selaram a paz. Fora do ambiente desportivo propriamente dito, o confronto entre dragões e leões representa uma forma de expressão no desporto, e no futebol em particular, da diferenciação política e regional entre Lisboa e o Norte. O filme O Leão da Estrela, de 1947, com o Sporting vencedor, retrata esta rivalidade de uma forma cómica.

### O Dérbi de Lisboa
Mantém uma outra rivalidade histórica com o Clube de Futebol Os Belenenses, no chamado Dérbi de Lisboa.

## Futebol

### Seniores masculinos

#### Plantelvde
Última atualização: 16 de janeiro de 2025.

#### Palmarés

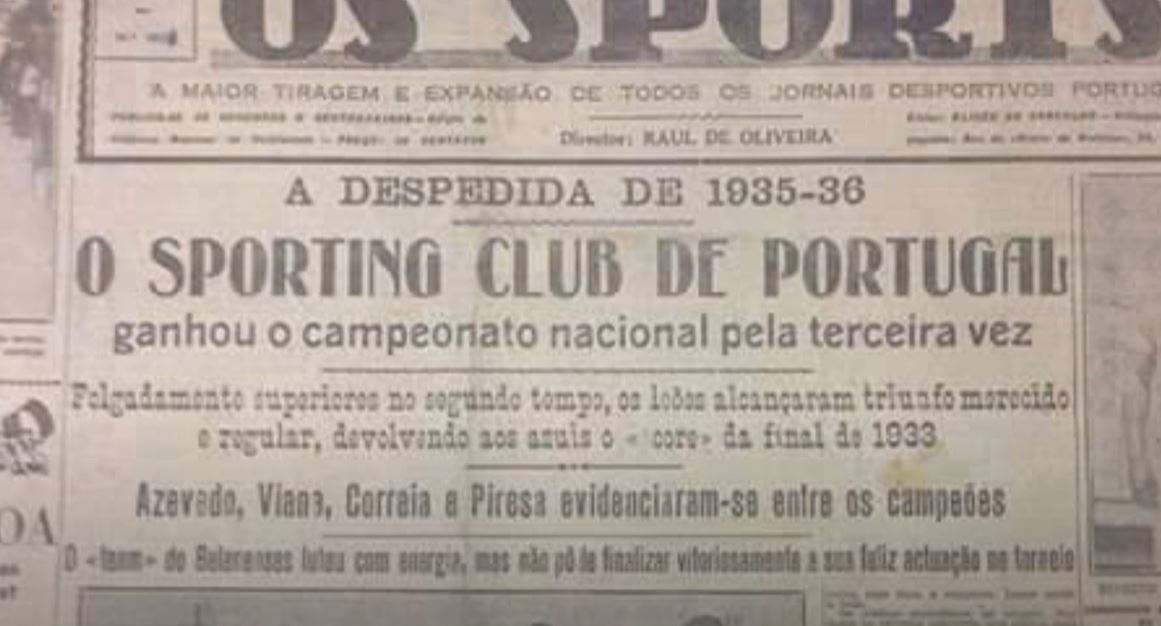
Foto que comprova que o campeão nacional era decidido pelo campeão do "Campeonato de Portugal"

| Competições Continentais | Competições Continentais       | Competições Continentais | Competições Continentais |
|                          | Competição                     | Venceu                   | Temporadas |
| ------------------------ | ------------------------------ | ------------------------ | --- |
|                          | Taça das Taças da UEFA         | 1                        | 1963–64 |
| Competições Nacionais    |                                |                          | |
|                          | Competição                     | Venceu                   | Temporadas |
|                          | Campeonato Português           | 21                       | 1940–41, 1943–44, 1946–47, 1947–48, 1948–49, 1950–51, 1951–52, 1952–53, 1953–54, 1957–58, 1961–62, 1965–66, 1969–70, 1973–74, 1979–80, 1981–82, 1999–00, 2001–02, 2020–21, 2023–24 e 2024–25 |
|                          | Taça de Portugal               | 18                       | 1940–41, 1944–45, 1945–46, 1947–48, 1953–54, 1962–63, 1970–71, 1972–73, 1973–74, 1977–78, 1981–82, 1994–95, 2001–02, 2006–07, 2007–08, 2014–15, 2018–19 e 2024–25                            |
|                          | Taça da Liga                   | 4                        | 2017–18, 2018–19, 2020–21 e 2021–22 |
|                          | Supertaça Cândido de Oliveira  | 9                        | 1982, 1987, 1995, 2000, 2002, 2007, 2008, 2015 e 2021 |
|                          | Campeonato de Portugal Extinta | 4                        | 1922–23, 1933–34, 1935–36 e 1937–38 |
|                          | Taça Império Extinta           | 1                        | 1944 |
| Competições Regionais    |                                |                          | |
|                          | Competição                     | Venceu                   | Temporadas |
|                          | Campeonato de Lisboa           | 18                       | 1914–15, 1918–19, 1921–22, 1922–23, 1924–25, 1927–28, 1930–31, 1933–34, 1934–35, 1935–36, 1936–37, 1937–38, 1938–39, 1940–41, 1941–42, 1942–43, 1944–45 e 1946–47                            |
|                          | Taça de Honra de Lisboa        | 13                       | 1914–15, 1915–16, 1916–17, 1947–1948, 1961–62, 1963–64, 1965–66, 1970–71, 1984–85, 1990–91, 1991–92, 2013–14 e 2014–15                                                                       |
| Total                    |                                |                          | |
|                          | Títulos                        | Venceu                   | Conquistas |
|                          | Conquistas Oficiais            | 89                       | 1 Continental, 57 Nacionais, 31 Regionais |

Legenda
 Campeão invicto

#### Conquistas notáveis
- Taça Peninsular Teleweb ou Taça Ibérica: 2000
- Pequeno Mundial Clubes: 1981
- Taça Intertoto (pré-UEFA): 1968
- Taça Ribeiro Ferreira: 1953/54
- Taça Monumental "O Século": 1948, 1953
- Taça Lisboa: 1930/31
- Taça Mutilados de Guerra: 1917/18

##### Outras conquistas
- Troféu Cinco Violinos: 2012, 2013, 2014, 2015, 2016, 2017, 2021, 2023, 2024

#### Conquistas de torneios particulares
- Cape Town Cup: 2015
- Troféu Cidade de Nova York: 2010
- Troféu Colombino: 2006
- Copa BES: 2005/06
- Taça Amizade: 2005
- Torneio Internacional do Guadiana: 2005, 2006, 2008
- Troféu Cidade de Vigo: 2001
- Troféu Reebok: 1999
- Torneio de Newcastle: 1992, 2004
- Troféu Joaquim Agostinho: 1985
- Torneio Internacional de Atenas: 1974
- Torneio Cidade S. Sebastian: 1970, 1991
- Troféu Ibérico Badajoz: 1967, 1970
- Torneio Internacional de Lourenço Marques: 1969
- Taça Cidade de Luanda: 1969
- Troféu Montilla Morilles: 1969
- Troféu Teresa Herrera: 1961
- Troféu Bodas de Ouro Athletic Bilbao: 1948
- Taça Visconde Alvalade: 1912/13, 1913/14
- Taça Holtremman (4ºgrupo): 1908/09

#### Dados e estatísticas por Competição
| Competições Nacionais      | Competições Nacionais               | Competições Nacionais | Competições Nacionais | Competições Nacionais | Competições Nacionais | Competições Nacionais | Competições Nacionais | Competições Nacionais | Competições Nacionais | Competições Nacionais |
| Competição                 | Competição                          | Participações         | Partidas              | Vitórias              | Empates               | Derrotas              | Golos Marcados        | Golos Sofridos        | Dif. de Golos         | Melhor Posição        |
| -------------------------- | ----------------------------------- | --------------------- | --------------------- | --------------------- | --------------------- | --------------------- | --------------------- | --------------------- | --------------------- | --------------------- |
|                            | Primeira Liga                       | 90                    | 2562                  | 1601                  | 526                   | 435                   | 5586                  | 2422                  | +3164                 | Vencedor              |
|                            | Taça de Portugal                    | 84                    | 436                   | 303                   | 51                    | 82                    | 1167                  | 433                   | +734                  | Vencedor              |
|                            | Taça da Liga                        | 17                    | 69                    | 40                    | 14                    | 15                    | 126                   | 62                    | +64                   | Vencedor              |
|                            | Supertaça Cândido de Oliveira       | 11                    | 18                    | 10                    | 5                     | 3                     | 32                    | 17                    | +15                   | Vencedor              |
|                            | Campeonato de Portugal Extinta      | 14                    | 72                    | 48                    | 7                     | 17                    | 249                   | 106                   | +143                  | Vencedor              |
| Competições Internacionais |                                     |                       |                       |                       |                       |                       |                       |                       |                       |                       |
|                            | Liga dos Campeões da UEFA           | 20                    | 92                    | 28                    | 15                    | 49                    | 123                   | 163                   | -40                   | 1/4 Final             |
|                            | Liga Europa da UEFA                 | 35                    | 193                   | 89                    | 46                    | 58                    | 305                   | 217                   | +88                   | Finalista             |
|                            | Taça das Taças Extinta              | 8                     | 40                    | 18                    | 9                     | 13                    | 82                    | 49                    | +33                   | Vencedor              |
|                            | Taça das Cidades com Feiras Extinta | 4                     | 19                    | 8                     | 5                     | 6                     | 34                    | 25                    | +9                    | 1/8 Final             |
|                            | Taça Latina Extinta                 | 4                     | 9                     | 2                     | 1                     | 6                     | 21                    | 25                    | -4                    | Finalista             |
|                            | Taça Ibérica Extinta                | 1                     | 1                     | 1                     | 0                     | 0                     | 2                     | 1                     | +1                    | Vencedor              |
|                            | Taça Intertoto Extinta              | 1                     | 4                     | 2                     | 1                     | 1                     | 6                     | 5                     | +1                    | Vencedor              |

 Atualizado em 19 de junho de 2024

##### Recordes
Maior goleada marcada para as competições europeias
Sporting 16 — 1 APOEL | 13 de novembro de 1963 | Estádio José Alvalade, Lisboa
Jogo inaugural da Taça dos Campeões Europeus
Sporting 3 — 3 Partizan de Belgrado | 4 de setembro de 1955 | Estádio Nacional, Jamor
Primeiro golo na Taça dos Campeões Europeus
João Martins aos 14 minutos contra o Partizan de Belgrado | 4 de setembro de 1955 | Estádio Nacional, Jamor

##### Campanhas de destaque
| Campanhas Internacionais | Campanhas Internacionais | Campanhas Internacionais |
|                          | Competição               | Finalista                |
|                          | Taça UEFA (Liga Europa)  | 2004/05                  |
|                          | Taça Latina              | 1948/49                  |
| ------------------------ | ------------------------ | ------------------------ |

### Seniores femininos
Esta secção da modalidade foi fundada em 1991, tendo entrado em inatividade em 1995 por motivos financeiros. Em 2016, a secção foi refundada e entrou em competição juntamente com os escalões de formação, criados no mesmo ano.

#### Palmarés
| Competições Nacionais | Competições Nacionais            | Competições Nacionais | Competições Nacionais     |
|                       | Competição                       | Venceu                | Temporadas                |
| --------------------- | -------------------------------- | --------------------- | ------------------------- |
|                       | Campeonato Nacional              | 2                     | 2016/17, 2017/18          |
|                       | Taça de Portugal                 | 3                     | 2016/17, 2017/18, 2021/22 |
|                       | Supertaça                        | 2                     | 2017, 2021, 2024          |
| Competições Regionais |                                  |                       |                           |
|                       | Competição                       | Venceu                | Temporadas                |
|                       | Torneio de Abertura da AF Lisboa | 1                     | 1992/93                   |
| Total                 |                                  |                       |                           |
|                       | Títulos                          | Venceu                | Temporadas                |
|                       | Conquistas Oficiais              | 8                     | 7 Nacionais, 1 Regional   |

## Modalidades
| Modalidades do Sporting Clube de Portugal | Modalidades do Sporting Clube de Portugal | Modalidades do Sporting Clube de Portugal | Modalidades do Sporting Clube de Portugal | Modalidades do Sporting Clube de Portugal | Modalidades do Sporting Clube de Portugal |
| Atualmente Praticadas                     | Atualmente Praticadas                     | Atualmente Praticadas                     | Atualmente Praticadas                     | Atualmente Praticadas                     | Atualmente Praticadas                     |
| ----------------------------------------- | ----------------------------------------- | ----------------------------------------- | ----------------------------------------- | ----------------------------------------- | ----------------------------------------- |
| Aikido                                    | Andebol                                   | Atletismo                                 | Automobilismo                             | Basquetebol                               | Bilhar                                    |
| Boxe                                      | Canoagem                                  | Capoeira                                  | Ciclismo                                  | Desporto Adaptado                         | Dressage                                  |
| Esports                                   | Futebol                                   | Futebol Feminino                          | Futebol de Praia                          | Futsal                                    | Ginástica                                 |
| Golfe                                     | Hóquei em Patins                          | Horseball                                 | Surf                                      | Judo                                      | Karaté                                    |
| Kickboxing                                | Krav maga                                 | Natação                                   | Padel                                     | Paintball                                 | Pesca Desportiva                          |
| Polo Aquático                             | Remo                                      | Rugby                                     | Taekwondo                                 | Ténis                                     | Ténis de Mesa                             |
| Tiro à Bala                               | Tiro com Arco                             | Triatlo                                   | Voleibol                                  | Xadrez                                    |                                           |

### Andebol
O andebol de 11, a única variante praticada nos primórdios, chegou ao Sporting em 1932, tendo caído em desuso nos anos 1960. O andebol de 7 foi iniciado no Sporting em 1950 e rapidamente criou raízes profundas no Clube ao ver a conquista do Campeonato Nacional em 1952. Transformou-se na grande potência do andebol português no período de 1966 a 1973, em que foram conquistados sete Campeonatos Nacionais em oito possíveis.
Em 1975–76 foi a primeira equipa portuguesa a disputar a Taça dos Clubes Vencedores de Taças. Em 2010, o Sporting tornou-se no primeiro clube português a conquistar um troféu internacional, a Taça Challenge da EHF, voltando a repetir o feito em 2017. É considerada uma das melhores equipas portuguesas, tendo conquistado dois troféus internacionais e 21 campeonatos nacionais. É a única equipa portuguesa que participou em duas fases de grupos consecutivas na Liga dos Campeões da EHF.

### Atletismo
Praticado desde a fundação em 1906, o Sporting Clube de Portugal é atualmente o segundo clube mais premiado de toda a Europa, resultado de ser o clube português que mais apostou na modalidade.[carece de fontes?]

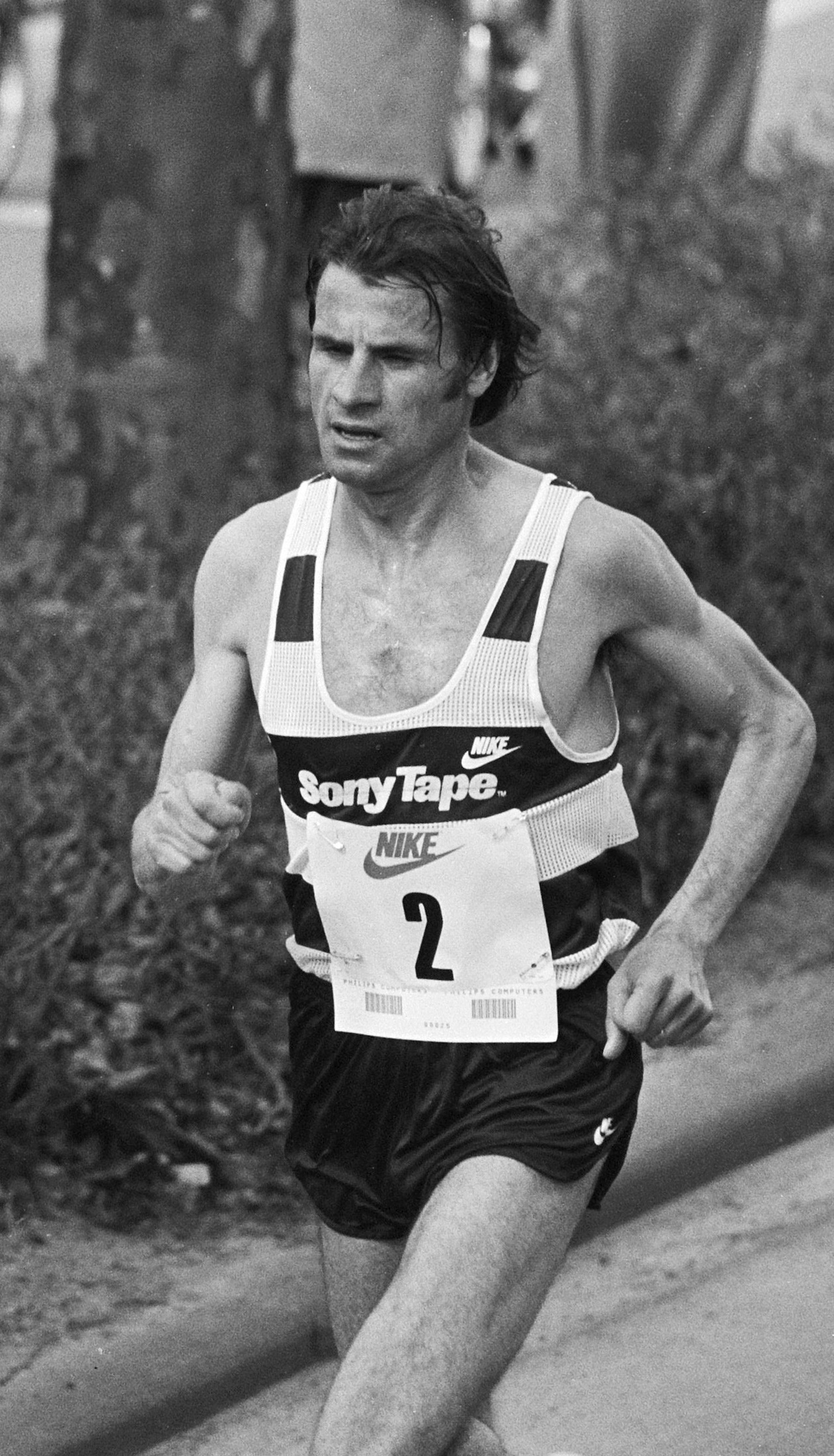
Carlos Lopes, atleta do Sporting e campeão olímpico da maratona, em 1984 e vencedor da prestigiosa Corrida de São Silvestre nesse mesmo ano — a qual já havia vencido em 1982

Sendo o clube mais representado nos Jogos Olímpicos de Atenas, foi liderada pelo Prof. Mário Moniz Pereira, sócio n.º 2 do Sporting Clube de Portugal, até 2016, responsável por grande parte dos títulos conquistados pelo clube ao longo de mais de 100 anos de história.

### Basquetebol
O Basquetebol foi iniciado no Sporting em 1927, com o Clube a vencer o primeiro Campeonato de Lisboa, disputado em 1927/28. Seguiram-se muitos anos de relativo apagamento, e os títulos só voltaram nos anos 1950. Conquistou oito Campeonatos Nacionais e 5 Taças de Portugal entre 1953–54 e 1981–82. Em 1995 a secção foi extinta, ressurgindo em 2012 com uma equipa feminina a competir na II Divisão Nacional, que em 2015–16 chegou à Liga Feminina de Basquetebol, e em 2018 com uma equipa masculina que foi diretamente para a I Divisão Nacional, após uma reunião da liga que confirmou a aceitação por parte dos restantes clubes da presença do Sporting na principal liga da modalidade em Portugal.

### Bilhar
No ano de 1933 já existem registos da prática desta modalidade na vertente de carambola, no clube, mas só se organizou como secção desportiva em 1953, por iniciativa de Agostinho Silveiro, Domingos Barreiros e António Santos. A modalidade divide-se em três vertentes: a carambola, o pool e o snooker. Pelo seu percurso desportivo, destaca-se a nível internacional o bilharista Jorge Theriaga, sócio desde os oito dias de vida e tendo conquistado diversas medalhas de ouro, prata e bronze em várias competições. Com ele o Sporting sagrou-se Vice-Campeão da Taça dos Campeões Europeus de Bilhar às 3 Tabelas em 1996, 2002 e 2005.

### Boxe
Apesar de ser conhecido que em 1923 o atleta sportinguista Albano Martins foi Campeão Regional de Meios-Médios, a modalidade não vingou e existiu um interregno até Maio de 1962, altura em que foi apresentada a nova sala de pugilismo do clube. Mais recentemente, em 2007–08 venceu o campeonato nacional por equipas e no ano seguinte a Taça de Portugal.

### Ciclismo
O ciclismo existe no seio do clube desde o ano de 1911, tendo existido duas interrupções na sua história: de 1914 a 1926 e de 1987 a 2020.
Existiu uma parceria com o Clube de Ciclismo de Tavira entre 2016 e 2019, sendo que a equipa tinha o nome de "Sporting-Tavira".

### Futebol de praia
Praticado no seio do clube desde 2005, sofreu uma reestruturação em 2014. A 21 de agosto de 2016 o Sporting tornou-se campeão nacional de Futebol de Praia pela segunda vez na sua história.

### Futsal
O futsal foi iniciado no Sporting em 1985 ainda com a designação de Futebol de Salão e é hoje considerada uma das melhores equipas de futsal europeias, ocupando atualmente a terceira posição do ranking europeu de clubes, alcançando o estatuto de campeão europeu em 2018 e 2019. O Sporting conquistou, até à data, 2 Liga dos Campeões, 16 campeonatos nacionais, 8 Taças de Portugal, 10 Supertaças e 4 Taças da Liga.[carece de fontes?]

### Hóquei em Patins
Praticado desde 1924, o Sporting foi uma das melhores equipas do mundo entre finais dos anos 1970 e início dos anos 1980 com uma Taça dos Campeões Europeus (1977), três Taça das Taças (1981, 1985 e 1991) e duas Taça CERS (1984 e 2015). Em 2005, a modalidade extinguiu-se, tendo sido retomada em 2010. A época de 2011/12 foi marcada pela subida à 1.ª Divisão. Na época 2014/15 o Sporting regressou às vitórias europeias, com a conquista da sua segunda Taça CERS. No início da temporada 2015/16, o Sporting conquista a Supertaça António Livramento após bater o Benfica por 4–2. Em 2018, após uma época em que o clube voltou a estar presente nas meias finais da Liga Europeia, o Sporting Clube de Portugal voltou a conquistar o campeonato português terminando um jejum de 30 anos sem ser campeão nacional.

### Judo
Embora sendo uma das mais recentes modalidades a chegar ao clube, rapidamente os atletas sportinguistas granjearam títulos nacionais desde 1993. O Sporting foi campeão nacional por equipas (seniores masculinos) em 2011, 2012, 2013, 2014 e 2016.

### Karaté
Nuno Paiva foi o dinamizador da modalidade no Sporting a partir de 2006, e conta no palmarés com vitórias em 2014 e 2015, nos campeonatos nacionais por Equipas em Seniores Masculinos

### Kickboxing
Criada com o impulso decisivo de Carlos Rodrigues em 1992, teve Joaquim Borges como primeiro diretor, seguido pouco tempo depois por José Neves Polido, e o secionista Armando Coutinho. A experiência do atleta treinador Fernando Fernandes também viria a ser fundamental para o sucesso. Destacam-se o título mundial, o título mundial, o título intercontinental e o título europeu de Fernando Fernandes, o título mundial e o título europeu de Diogo Neves, e os títulos europeus de Edson Santos, Pedro Kol, Bruno Susano, e Ricardo Fernandes.

### Natação
A secção nasceu em 1921, promovendo as atividades aquáticas, tendo sido os primeiros medalhados Guilherme Coopers, campeão nacional de saltos em 1922, e Aníbal Felício, campeão regional e nacional dos 1500m em 1924. Em dezembro de 2016 o Sporting sagrou-se Hexacampeão Campeão Nacional de Natação.

### Polo Aquático
O Sporting Clube de Portugal foi o primeiro clube a vencer o Campeonato Nacional de Pólo aquático em 1922, logo um ano depois de introduzida a modalidade no clube. Um feito que veio a repetir por quatro vezes, sempre na década de vinte do século passado. Dessas equipas fez parte um atleta que viria a ser por duas ocasiões e durante 11 anos, presidente do clube, o Comandante Joaquim Oliveira Duarte.
Após um interregno de mais de 70 anos, em que esta modalidade esteve arredada da prática sportinguista, em 2002/2003 ressurgiu uma equipa sénior formada por jogadores maioritariamente provenientes das Escolas de Polo do Estádio Universitário de Lisboa. Em simultâneo foi criada a escola de polo aquático do Sporting, ainda na piscina do antigo estádio José de Alvalade, dando saída desportiva aos jovens que não integravam as equipas de competição de natação e mostravam maior apetência para as modalidades coletivas.

### Râguebi
O Sporting é responsável pela introdução do râguebi (ou rugby) em Portugal, sendo praticado no desde 1922, detendo cinco títulos de campeão regional da época 1926/27 até 1931/32. O primeiro dérbi disputado com o Benfica, em 27 de março de 1927, traduziu-se numa vitória sportinguista com o resultado 10–0. Na época de 2012/13, a equipa masculina foi campeã da II Divisão (3º escalão nacional).
Atualmente, a equipa feminina de rugby do Sporting Clube de Portugal, criada em 2015, disputa o Campeonato Nacional da 1ª Divisão e a Taça de Portugal, tendo alcançando a dobradinha em 2017 e em 2018. A equipa feminina joga no Estádio Universitário de Lisboa.

### Ténis de Mesa
Em 1925 começou a praticar-se no clube como atividade de lazer sem estar organizada como secção desportiva. A partir de 1926 foram organizados torneios internos sem carácter competitivo e em 1932, fazendo jus à sua qualidade de sócio fundador da Associação de Lisboa de Ténis de Mesa, o Sporting concorreu ao primeiro Campeonato de Lisboa.
Hoje em dia, o Sporting Clube de Portugal é o clube Português com maior curriculum de Ténis de Mesa com mais de 600 títulos nacionais conquistados entre os quais se destacam os 35 campeonatos nacionais, as 30 taças de Portugal e as 12 supertaças.[carece de fontes?]

### Tiro à bala
Apesar do nome, não é uma modalidade violenta e faz parte dos Jogos Olímpicos. Existe no clube desde 1928, tendo sido fundada Francisco Rafael Rodrigues conjuntamente com Raul Bastos, António José Baptista e Alfredo da Costa Santos. Ao longo dos anos obtiveram vários títulos nacionais e europeus, sendo os últimos em 2013, 2014, e 2015.

### Tiro com arco
Tornou-se uma secção autónoma em 1959 pelas mãos do arqueiro internacional António Jorge Gomes. Detém vários prémios nacionais e internacionais, a nível individual e coletivo, nas várias vertentes que são disputadas.

### Triatlo
Trata-se de uma modalidade que combina três especialidades: natação, ciclismo e corrida. Os desportistas sportinguistas detêm desde 2009 vários títulos nacionais e internacionais nas diversas especialidades.

### Voleibol
O voleibol é uma das modalidades de alto rendimento praticadas no Sporting Clube de Portugal. Após 22 anos de ausência no clube, entre 1995 e 2017, o voleibol voltou a estar presente no seio do clube na mesma época em que a nova casa das modalidades do Sporting, o Pavilhão João Rocha, foi inaugurado. O Sporting, na sua época de regresso, sagrou-se campeão nacional, batendo o rival SL Benfica na negra da final do campeonato.
A equipa masculina de voleibol do Sporting conquistou 6 Campeonatos Nacionais, 3 Taças de Portugal e 2 Supertaças Portuguesas, num total de 12 títulos nacionais. No seu palmarés, o Sporting também conta com 2 Taças de Portugal de Voleibol Feminino e 1 Supertaça Feminina.

### Xadrez
Inicia a sua atividade em 1958 por iniciativa do Dr. Victor Buescu, de origem romena e professor catedrático de Filologia Clássica da Universidade de Letras de Lisboa. Conta atualmente com 11 títulos nacionais de clássicas, e 4 Taças de Portugal, sendo um dos clubes mais fortes da história da modalidade em Portugal.
Em janeiro de 2017 o xadrez do Sporting apurou-se para a final da Liga dos Campeões da modalidade.

### Sporting Olympics
O Gabinete Olímpico do Sporting Clube de Portugal assumiu a denominação Sporting Olympics em 2016, tendo como principal objetivo dar apoio na preparação dos atletas com as melhores condições possíveis para as competições a disputar.A história do Sporting Clube de Portugal está intimamente ligada aos Jogos Olímpicos, tendo o sócio-fundador António Stromp sido o primeiro atleta do clube a representar Portugal nos Jogos Olímpicos de Verão de 1912. É o clube nacional com o maior número de medalhas olímpicas (2 de Ouro, 6 de Prata, 1 de Bronze) — e ainda o 2º clube da Europa com o maior número de participações de atletas desde a formação do Movimento Olímpico.

### Desporto Adaptado
O Sporting Clube de Portugal promove desde há anos a prática desportiva para pessoas portadoras de deficiência, tendo nos Jogos Paralímpicos de Verão de 1992 Susana Barroso conquistado a medalha de bronze nos 50 metros costas S3–4. Foi a primeira medalha de Portugal em natação nos Jogos Paralímpicos. A equipa atual conta com doze atletas nas disciplinas de atletismo, goallball, natação, e paracanoagem, em preparação para os Jogos Paralímpicos de Verão de 2020. O goalball do clube sagrou-se campeão europeu em 2018.

### Modalidades inativas
- Superleague Fórmula
- Atividades Subaquáticas
- Andebol 11
- Badminton
- Baseball
- Bridge
- Cricket
- Corfebol
- Esgrima
- Halterofilismo
- Hóquei em Campo
- Hóquei em Linha
- Horseball
- Ioga
- Jiu-jitsu
- Jogo das Damas
- Lutas amadoras
- Luta de Tração à Corda
- MMA
- Motociclismo
- Patinagem
- Pentatlo Moderno
- Vela